# Селия
Селѝя (на италиански: Sellia) е село и община в Южна Италия, провинция Катандзаро, регион Калабрия. Разположено е на 560 m надморска височина. Населението на общината е 508 души (към 2012 г.).